# Palmyra (atol)

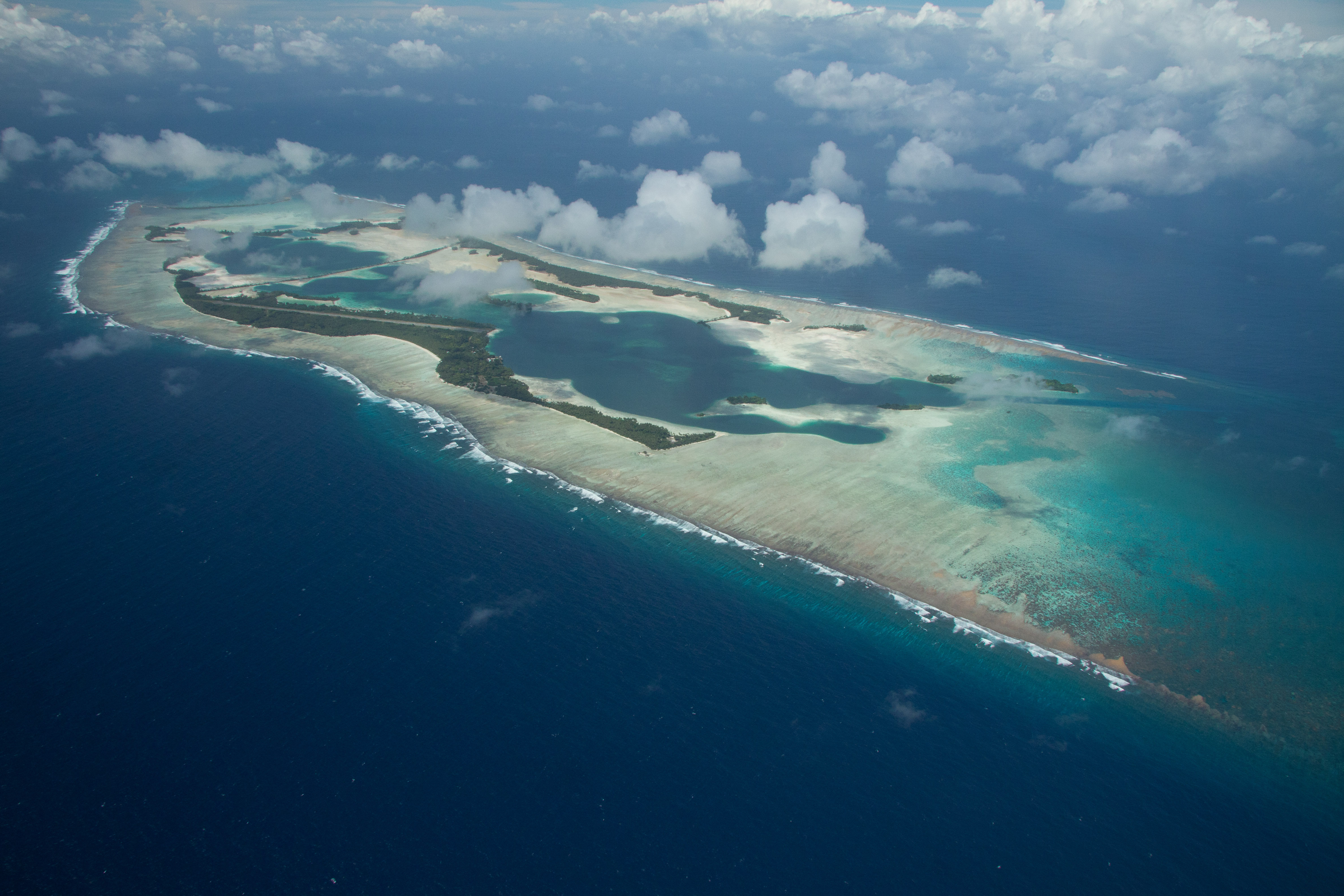
Atol Palmyra

Mapa atolu Palmyra

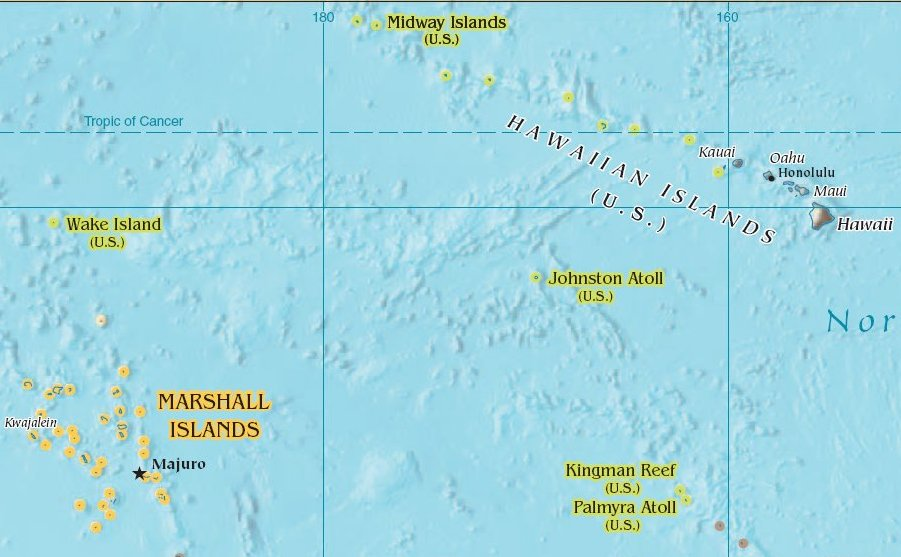
Poloha atolu Palmyra vzhledem k Havaji

Palmyra je neobydlený atol v západní části Tichého oceánu, součást Liniových ostrovů. Je začleněným územím Spojených států amerických.

## Popis
Atol leží blízko rovníku, asi 1500 km jižně od Havajských ostrovů. Daleko od civilizace je atol jedním z posledních míst s divokou a nedotčenou tropickou přírodou. Tvoří jej kruhový prstenec 54 malých korálových ostrovů, pokrytých bujnou tropickou vegetací, pevnina zaujímá rozlohu 3,9 km². Největší ostrovy jsou Cooper na severu a Kaula na jihu.
Atol byl původně součástí Havajského království, potažmo Havajské republiky anektované roku 1898 USA. Poté byl do roku 1959 součástí Teritoria Havaj. Při vzniku stávajícího státu Havaj roku 1959 však byla Palmyra vyčleněna jako začleněné neorganizované území. Od roku 1990 je Palmyra chráněná jako přírodní rezervace pod záštitou „The Nature Conservancy“.
Atol není trvale obydlen, ostrovy jsou ale pravidelně navštěvovány jachtaři, kteří zde tráví několik dní při své cestě napříč Pacifikem. Rovněž zde dočasně přebývá personál a vědci, takže velikost zdejší přechodné populace se pohybuje přibližně od 4 do 25 osob.

## Historie
- 1798 – Americký kapitán Edmond Fanning objevuje nový atol, na ostrovech ale nepřistál. Noc před tím se mu zjevila nová země ve snu.
- 1802 – Kapitán Sawle byl silnou bouří zahnán na ostrovy. Jeho loď se jmenovala Palmyra.
- 1816 – Španělská pirátská loď Esperanza, naložená poklady z indických chrámů ztroskotala na korálových útesech. Posádka poklad ukryla a ostrov opustila na třech provizorních vorech. Dva z nich už nikdy nikdo nespatřil. Poslední vor byl zachráněn americkou velrybářskou lodí. Posádka tohoto voru zemřela brzy poté, co se podělila o tajemství své lodi.
- 1859 – G. P. Judd z americké podpůrné lodi Josephine prohlašuje ostrov za vlastnictví Spojených států a American Guano Company
- 1862 – Král Kamehameha IV. prohlašuje atol za součást Havajského království
- 1898 – Americký kongres anektuje Havajské ostrovy, včetně atolu Palmyra.
- 1911–1912 – Soudce Henry E. Cooper z Honolulu kupuje atol Palmyra
- 1922 – Rodina Fullard-Leo kupuje Palmyru od pana Coopera.
- 1940–1946 – Spojené státy přebírají během 2. světové války kontrolu nad atolem a staví na atolu vojenské letiště
- 1947 – Rodina Fullard-Leo vznáší nárok na vlastnictví atolu
- 1959 – Havaj se stává 50. státem USA. Atol Palmyra není součástí státu Havaj, ale je prohlášen za soukromé teritorium pod patronací Spojených států
- 1961 – Prezident Kennedy rozhoduje o tom, že ostrovy podléhají civilní správě USA.
- 2000 – Rodina Fullard-Leo se rozhodla prodat atol společnosti The Nature Conservancy, která se jej rozhodla zachovat budoucím generacím.